# Завалля (роз'їзд)
Зава́лля — залізничний роз'їзд Івано-Франківської дирекції Львівської залізниці на перетині двох неелектрифікованих ліній Коломия — Чернівці-Північна та Вижниця — Завалля  між станціями Снятин (7 км), Неполоківці (5 км) та Вашківці (8 км). Розташований в селі Завалля Коломийського району Івано-Франківської області.

## Пасажирське сполучення
На роз'їзді Завалля зупиняються приміські поїзди сполученням Коломия — Чернівці.